# Ponte Aderbal Ramos da Silva
A ponte Aderbal Ramos da Silva é uma ponte da cidade de Videira, no estado de Santa Catarina. Foi construída em 1949, para substituir a ponte Luís Kellerman. 
Feita de concreto, liga a rua XV de Novembro à rua Nicolau Cavon, e faz a travessia o rio do Peixe. 
Tem 67 metros entre uma margem e outra do rio do Peixe, tendo só um sentido. Para desafogar o trânsito da ponte Aderbal Ramos da Silva foi erguida a ponte ponte César Carelli